# Жупан (гора)
 Жу́пан (391,3 м) — гора (пагорб), що розташована в м. Винниках (біля Львова).

## Відомості
Належить до ландшафту Давидівського пасма, який являє собою невисоке узгір'я. Від підніжжя Жупану до вершини веде Хресна дорога (1999 р.). Біля гори — «фігура» Божої Матері (зведена і освячена 1996 р.). Гора покрита переважно буком європейським. До складу букових лісів входить окрім буку граб звичайний, сосна звичайна, клен гостролистий, липа серцелиста, береза повисла, клен ясенолистий, осика, ясен звичайний, тополя біла.
Недалеко від гори Жупан розміщений дендрологічний парк «Винниківський», який було створено в 1898 р.  Вищою лісовою школою під керівництвом видатного науковця професора С. Соколовського з метою інтродукції лісових порід (Станіслав Соколовський у 1904—1916 рр. керував кафедрою лісівництва у Вищій лісовій школі). Уже в 1913 р. було акліматизовано 56 видів деревних порід, в тому числі береза канадська, береза вишнева, карія біла, дуб австрійський, туя гігантська, кипарисовик Лавсона, сосна скельна, дугласія голуба, ялиця кавказька, гледичія колюча, дуб червоний.
У липні 2016 міжнародна археологічна експедиція знайшла докази трипільського поселення на горі Жупан.